# Fontaine des Anglais (Capdenac)
La fontaine des Anglais est située à Capdenac, en France.

## Localisation
La fontaine est située dans le département français du Lot.

## Historique
La fontaine a probablement été aménagée dès l'Antiquité et réaménagée au Moyen Âge. Elle est constituée de deux bassins troglodytes. Ces bassins surplombent le Lot de plus de 120 mètres. On accède à la fontaine depuis la place Saint-Andrieu par un escalier de Cent Marches creusé à flanc de falaise.
L'édifice est inscrit au titre des monuments historiques le 2 juin 2003.